# Shawn Hook
Shawn Hook, pseudonimo di Shawn Hlookoff (Vancouver, 5 settembre 1986), è un cantautore e compositore canadese.
Dopo aver composto musica per vari show televisivi, Shawn ha firmato dei contratti discografici con la Universal e la Hollywood Records. Nel 2017 ha raggiunto per la prima volta il successo commerciale con il brano Sound Of Your Heart, per poi collaborare con la nota cantante ed attrice Vanessa Hudgens nel brano Reminding Me.

## Biografia
Fin dall'età di 4 anni, Shawn Hook ha studiato pianoforte presso la Royal Academy canadese. Durante l'adolescenza, l'artista ha militato in una band jazz suonando piano e trombone. Hook pubblica della musica in maniera indipendente e con il suo vero nome già nel 2004, supervisionato dal suo insegnante di canto Colin Davison, per poi pubblicare il suo album di debutto Both Sides nel 2006, ancora una volta in maniera indipendente e con il nome di Shawn Hlookoff.
Nel 2008, Shawn si trasferisce in USA e firma un contratto con gli ABC Studios in virtù del quale appare più volte nel popolare show Good Morning America e compone musica per vari show della rete. Sempre nel 2008, Shawn pubblica l'ultimo brano in cui è accreditato come Shawn Hlookoff: si tratta di Without You, brano che viene lanciato attraverso il reality show di MTV The Hills. Nel frattempo Shawn ha modo di produrre musica che viene impiegata per altre serie TV e di fare il suo debutto come attore in un episodio della celebre serie TV Bones.
Negli anni successivi, Shawn assume lo pseudonimo di Shawn Hook e firma il suo primo contratto discografico con la EMI, a sua volta parte di Universal Music Group. L'8 maggio 2012, l'artista pubblica dunque il suo secondo album Cosmonaut and The Girl, prodotto dallo stesso Shawn Hook insieme a Jon Levine e anticipato dai singoli So Close, Every Red Light e Two Hearts Set On Fire. So Close segna il suo primo ingresso nella Canadian Hot 100, ma ferma la sua scalata alla numero 68; anche Every Red Light ottiene risultati simili.
Nel 2015, Shawn Hook pubblica il suo terzo album Analog Love sotto Creative Sould Entertainment, una divisione della EMI. Il primo singolo estratto dal disco è Million Ways, che attira più attenzioni dei suoi brani precedenti riuscendo ad arrampicarsi fino alla numero 44 della Billboard Canadian Hot 100, ma le cose vanno ancora meglio con il successivo Sound Of Your Heart, che manca per poco la top 20 della classifica e riesce ad ottenere 2 dischi di platino in Canada, oltre a consentirgli di esibirsi per la prima volta durante i Juno Awards.
n virtù di questo successo, Shawn Hook firma anche un contratto con la Hollywood Records per la gestione della sua carriera nel mercato internazionale. Questo gli dà modo di collaborare con la cantante e attrice Vanessa Hudgens nel brano Reminding Me, che ottiene 2 dischi di platino in Canada. L'artista ha modo di esibirsi con tale brano durante i Juno Awards 2018.
In seguito a questo successo viene pubblicato l'EP My Side Of Your Story. Viene estratto un secondo singolo, Never Let Me Let You Go. Nello stesso periodo, Shawn Hook apre i concerti nordamericani di Lindsey Stirling. Nel 2017 viene premiato dalla Canada's Wak of Fame con il Allan Slaight Honour. Dopo 2 anni di pausa, Shawn Hook torna in scena con i brani I Don't Wanna Dance, Instant Crush e Holding On You. Tutti e tre questi brani sono stati pubblicati via Ultra Records. Nell'ottobre 2020 pubblica l'EP Take Me Home da artista indipendente.

## Discografia

### Album
- 2008 – Both Sides
- 2014 – Cosmonaut and the Girl
- 2015 – Analog Love

### EP
- 2017 – My Side Of Your Story
- 2020 – Take Me Home

### Singoli
- 2008 – Without You
- 2012 – Follow The Lights
- 2012 – So Close
- 2012 – Every Red Light
- 2013 – Two Hearts Set On Fire
- 2014 – Million Ways
- 2015 – Sould Of Your Heart
- 2016 – Relapse
- 2017 – Reminding Me (feat. Vanessa Hudgens)
- 2017 – Never Let Me Let You Go
- 2020 – I Don't Wanna Dance
- 2020 – Instant Crush
- 2020 – Holding On To You
- 2020 – Deeper
- 2012 – Take Me Home

### Canzoni per colonne sonore
- 2008 – She Could Be You per Kyle XY
- 2008 – Life In Faith per Eli Stone
- 2009 – Without You per The Hills
- 2009 – Be Myself per Greek - La Confraternita
- 2009 – Straight To You per Bitter Sweet
- 2009 – Wonderful Surprise per Zack e Cody sul ponte di comando